# H. von Gimborn
Die H. von Gimborn GmbH ist ein deutscher Hersteller und eine Vertriebsorganisation für Heimtierprodukte für Katzen, Hunde und Nager. Vertrieben werden die Produkte weltweit unter den Marken GimCat (ehemals GimPet), GimDog und Biokat’s in Zoofachgeschäften, im Lebensmitteleinzelhandel und in Onlineshops.

## Unternehmensgeschichte
Das Unternehmen wurde 1855 durch den Apotheker und Namensgeber Heinrich von Gimborn als chemisch-pharmazeutische Fabrik gegründet. Das Hauptaugenmerk lag in den Anfängen auf der Produktion von Pasten und Tabletten für den Humanbereich – analog zu den heutigen Produkten aus dem Tierbereich. Mit den genannten Produkten sowie Tinte, Lakritze und Fenchelhonig etablierte sich das Unternehmen auf dem Markt und verzeichnete ein schnelles Wachstum. Bis zum Ende des 19. Jahrhunderts hatte H. von Gimborn Niederlassungen in ganz Deutschland und auch im Ausland. So war Gimborn unter anderem in Südamerika, China und den USA vertreten. Zum 1. Januar 1909 wurde das Unternehmen in eine Aktiengesellschaft mit einem Kapital von 1 Million Mark umgewandelt.
1929 wurde das Unternehmen an die Firma Pelikan verkauft und unterstützte seinen neuen Besitzer fortan mit der Herstellung von Tinte und Durchschlagpapier. Bei der Zerstörung der Stadt Emmerich im Zweiten Weltkrieg wurde auch die H. von Gimborn AG nicht verschont, erst 1950 konnte das Unternehmen wieder aufgebaut werden.
Mit der Übernahme der Lizenz für die britische Marke Ipevet im Jahre 1965 machte die H. von Gimborn GmbH ihre ersten Schritte auf dem Heimtiermarkt. In den 1980er Jahren wurde das Unternehmen von der Pelikan AG an Michael Eckes (aus der Besitzerfamilie des Getränkeherstellers Eckes) verkauft.

Wappen aus dem Jahre 1855

Im Jahre 1997 übernahm die Süd-Chemie AG in München die Firma. 1999 expandierte die H. von Gimborn GmbH durch den Kauf der italienischen Giglioli-Gruppe und hatte fortan Niederlassungen in Italien, Tschechien, Ungarn und Russland. Ab dem Jahr 2000 betrieb Gimborn in Tschechien auch Zoofachgeschäfte.
2006 erfolgte ein weiterer Verkauf Gimborns für 16,6 Mio. € (vor Abzug der Finanzverbindlichkeiten 28 Mio. €) an die Berliner Gimborn Holding GmbH, wobei der Berliner Finanzinvestor capiton AG im Rahmen eines Management-Buy-Outs sich mit 86 % beteiligte. Ab September 2008 gehörte die Gimborn Gruppe zu 100 % dem Prager Private-Equity-Fonds Penta Investments.
Der Umsatz erreichte in diesem Jahr etwa 72 Mio. Euro.
Im Jahr 2011 wurde erneut über den Verkauf des Unternehmens diskutiert. In diesem Zusammenhang wurden die inzwischen mehr als 160 Pet Center Zoofachgeschäfte in Tschechien und anderen CEE-Staaten veräußert. Gimborn war damit Marktführer in Tschechien. Der erwogene Verkauf von Gimborn an den Investmentfonds Perusa kam letztlich aber nicht zustande.
Heute hat Gimborn europaweit etwa 180 Mitarbeiter. Produktionsstätten befinden sich in Emmerich am Rhein und in Kelheim. Ein weiterer Standort des Unternehmens liegt in Italien.
Gimborn hatte als erster Hersteller laktose-reduzierte Milch im Sortiment. Als innovativ gilt auch die Milch zur Aufzucht von Kätzchen, die sehr nah an die Katzenmilch heranreicht. 1995 bot Gimborn als erstes Unternehmen Hundeprodukte mit L-Carnitin an, das unter anderem den Fettaufbau im Gewebe verringert und den Energiestoffwechsel anregt.
Gimborn erhielt für seine Produkte verschiedene Innovations-Auszeichnungen als Neuheit des Jahres vom Zoofachhandels-Magazin pet, das dazu Händler im deutschsprachigen Raum befragte. So 2014 für die Katzenstreu Biokat´s Diamond Care sowie 2016 für die GimCat Duo-Pasten und die Snacksreihe GimDog Little Darling, die speziell für die körperlichen Bedürfnisse kleiner Hunde bis 10 kg entwickelt wurde. Gimborn war damit das erste Unternehmen überhaupt, das diese Auszeichnung gleichzeitig in den Kategorien Hund und Katze im selben Jahr erhielt.
2016 wurde die H. von Gimborn GmbH von der Hillhouse Capital Group übernommen. Gimborn war bereits 2015 das erste deutsche Unternehmen überhaupt, das mit offizieller Genehmigung der Behörden Snacks, wie z. B. funktionale Pasten für Katzen, nach China einführen durfte.